# Elíseo (plano)
En 'Dungeons & Dragons, un juego de rol de fantasía heroica, los Campos Benditos del Elíseo (o tan solo el Elíseo) es uno de los planos que forman parte de la cosmología de la Gran Rueda, utilizada en los escenarios de campaña de Planescape, Falcongris y los Reinos Olvidados (en algunas de sus ediciones). Como parte de los Planos Exteriores el alineamiento del Elíseo es neutral bueno; en esencia es el plano arquetipo del bien absoluto.
El Elíseo es una tierra repleta de vida y abundante naturaleza salvaje. Siendo el plano del bien por excelencia no es de extrañar que sus habitantes sean los más amables y altruistas de entre todos los planos. Cualquier viajero entre los planos haría bien en tomarse un descanso en este plano, pues sus hospicios y cobijos abundan especialmente aquí. El Elíseo posee un rasgo único entre los planos, pues cualquier criatura que pase unos pocos días entre sus tierras se ve invadida por una felicidad tan abrumadora que ya no querrá jamás abandonar este plano. Todos los sentidos en el Elíseo se ven potenciados: la comida sabe mejor, la luz de sol brilla con muchos colores iridiscentes y se pueden percibir agradables olores que emanan de entre la foresta. Los días y noches transcurren exactamente igual que en el Plano Material pero su clima y estaciones son siempre agradables. Los días son cálidos y traquidos y las noches son frescas y confortables. El cielo del Elíseo está salpicado por un río de estrellas que imitan al río Océano. Este es un río de aguas sagradas que conecta con los Planos Superiores. Se dice que la diosa Trishina, diosa de los delfines, mora errante por sus aguas. El Elíseo es la tierra natal de los guardinales, unos celestiales con rasgos animales que abundan en las tierras salvajes y que cuidan del ecosistema del plano. Las luciérnagas iluminan los bosques y los prados, y bajo las aguas del Océano brillan portentosamente una especie de medusas que no son nocivas. El plano también posee la capacidad de atenuar los sentimientos negativos y exaltar los positivos: las amistades se hacen más fuertes y las viejas rencillas son perdonadas.

### Tálisid y los Cinco Compañeros
Considerados los protectores orgullosos del Elíseo, Tálisid y los Cinco Compañeros son los más poderosos de entre los guardinales. Tienen su sede en Amoria pero permanecen errantes vigilando cualquier actividad que implique la mano del mal. Tálisid ha ocupado este puesto desde que se tiene memoria, pero su comitiva de Cinco Compañeros va siendo sustituida cuando uno de ellos cae en combate o renuncia voluntariamente. El poder de Tálisid y los Compañeros es equiparable al Septenario Celestial de Celestia o los Señores Demoníacos del Abismo. A diferencia de estos los Compañeros se parece más a un grupo de aventureros que a uno jerarcas distantes e inamovibles. A ellos los une ante todo una fiel camaradería.
- Tálisid (o Tallisid), el León Celestial, el es líder de la comitiva y el ser más poderoso del Elíseo. Es el arquetipo celestial de los leonales, que tienen la forma de leones antropomórficos. Siendo un ser sabio y honrado a menudo acampa por los vergeles del Elíseo tomando diferentes disfraces en el proceso. Tálisid es un guardián devoto de las tierras vírgenes y sus habitantes.[5]
- Sathia, la Duquesa del Cielo, es el arquetipo celestial de los avorales, que tienen la forma de aves antropomórficas. Muchas criaturas de buen corazón la tienen como la musa y patrona de los pintores y escultores.[5]
- Manath, el Duque Astado, es el arquetipo celestial de los cervidales, que tienen la forma de carneros antropomórficos. El componente más nuevo del grupo aporta un ingenio agudo, mucho sentido del humor y una lengua desvergonzada.[5]
- Vhara, la Duquesa de los Campos, es el arquetipo celestial de los equinales, que tienen la forma de caballos antropomórficos. De carácter recto y casi autoritario, Vhara es en privado un ser emocional, pero ama abiertamente las flores.[5]
- Kharash, el Acechador, es el arquetipo celestial de los lupinales, que tienen la forma de lobos antropomórficos. De carácter furtivo e individualista, Kharash acecha en la espesura como uno de los mejores exploradores del Elíseo.[5]
- Bharrai, la Gran Osa, es el arquetipo celestial de los ursinales, que tienen la forma de osos antropomórficos. La matriarca de los Compañeros es un ser profundamente sabio, maternal y piadoso, ducha en el arte y el estudio de la magia.[5]

### Planos adyacentes
La capa inferior del Elíseo limita con los planos de los Paraísos Gemelos de Bitopía y la Naturaleza Salvaje de las Tierras de las Bestias, y en algunos puntos es posible viajar a ellos. De igual manera, como todos los Planos Exteriores, el Elíseo está conectado con el Plano Astral: sus portales mágicos son de color ópalo.

## Amoria
La primera capa del Elíseo, Amoria, conecta con el Plano Astral. Se trata de una tierra tranquila de bosques y prados, considerada como uno de los lugares más agradables de todos los Planos Exteriores. En ella se puede encontrar varias ciudades comerciales, enclavadas como si fueran perlas a lo largo de las orillas del río Océano. Sus habitantes son seres de corazón generoso que tienen oportunidades para demostrar su valía. Esparcidas por toda la capa se encuentran enclaves de los Crípticos, que hacen de este plano su cuartel general. A diferencia de otras facciones los Crípticos (u Orden Trascendental) no mantienen una ciudadela permanente en su plano de origen pero se reúnen en asentamientos de sus aliados, o en claros del bosque, según sea necesario. Los viajeros que atraviesan Amoria se ven asediados por pequeños encargos que sus nativos demandan. Amoria también es un lugar bien protegido, pues Tálisid y sus compañeros vigilan estas tierras y la defenderán de todo ataque enemigo.
- El Puente de los Asuras: Un puente arqueado de piedra sirve como la única entrada del Elíseo. Está custodiado por varios asuras, unos celestiales caóticos buenos.[7]
- La Ciudad de las Estrellas: Una escultórica ciudad hecha de mármol dedicado enteramente a la belleza y el placer de los sentidos. Se trata del reino divino de Ishtar, diosa babilónica del amor y la guerra.[8][9]
- El Principado: Una comunidad idílica y aislada del resto de Amoria por su ubicación en unas remotas montañas. Se dice que representa la sacrosanta paz de la naturaleza. En el pico más alto del Principado yace el Nido del Fénix, que es el protector real del domini. También es el reino divino de Berei, diosa de la agricultura, la familia y el hogar en Falcongrís.[10][11]
- La Bendición de la Luz: Reino divino de Pelor, dios del sol y la curación en Falcongrís.[12]
- Sosiego: También conocida como la Ciudad de la Moderación, es el reino divino secundario de Isis, diosa egipcia (y mulhorandina en los Reinos Olvidados) del clima, los ríos y la agricultura. Sus suplicantes practican la mesura y rodean las riberas del río Océano. Es un terreno húmedo y fértil y especialmente celebrado como centro de reunión para oficiar matrimonios.[13][14][15]
- Auxilio: Reino divino de Hathor, diosa egipcia (y mulhorandina en los Reinos Olvidados) de la maternidad, la música y la danza. Es un lugar de refugio y paz donde las madres con sus niños están protegidos de todo daño.[16][14]
- Hogar del Valor: Reino divino de Kuan-ti, dios chino de la diplomacia, la protección y la predicción del futuro.[17]
- Dominio del Sol en lo Alto: Reino divino de Savitri, dios hindú de la vida y la luz.[18]
- Contemplación: Reino divino de Majere, dios del pensamiento, la fe y el autocontrol en Dragonlance.[12]
- El Hogar de Sanador: Reino divino de Mishakal, diosa de la curación, la belleza y la vida en Dragonlance.[12]
- Liberación del Cuidado: Un acogedor pueblo célebre por sus baños termales, sus festines deliciosos y especialmente su ambiente festivo en las tabernas. También es el reino divino de Lydia, diosa de la música, el conocimiento y la luz del día en Falcongrís.[19][20]

## Eronia
La segunda capa del Elíseo es una tierra montañosa, de colinas pronunciadas, montañas afiladas y valles de granito blanco. Todo el paisaje abrupto de Eronia interrumpe las corrientes del río Océano entre cascadas majestuosas. Las diversas comunidades que moran en Eronia se suelen congregar en las mesetas situadas entre las montañas y el río. El clima de Eronia es fiero, con veranos muy tórridos e inviernos muy fríos: todo un desafío para las buenas almas que todavía tienen algo que ofrecer. Sus habitantes conocen perfectamente los peligros que acechan en las montañas, como desprendimientos de rocas o un viento fuerte que dificulta escalarlas. Incluso los avorales, guardinales aviares nativos del plano, tienen dificultades para volar.
- El Jardín de la Gran Madre: Reino divino de Chauntea, la diosa de la agricultura en los Reinos Olvidados. Su nombre no es del todo apropiado pues la tierra no está cultivada sino que las plantas comestibles crecen aquí como lo hacen en la naturaleza, en vastos y abundantes campos que salpican de colores el terreno. Este reino también es el hogar de Liu, dios chino de las cosechas y los alimentos.[21][17][22]
- Gloria del Alba: Reino divino de Lathander, dios del amanecer y la renovación en los Reinos Olvidados. Su belleza natural está teñida de los colores del alba: rubíes, carmesíes, escarlatas, amarillos y rosados. Un pequeño lago de montaña rodeado por un prado y un macizo de altos árboles conforman la catedral del Señor del Alba. Los conjuros y efectos de dormir aquí no funcionan y los visitantes que pernocten en este lugar se encontrarán completamente descansados en la mitad de tiempo. Este reino también es el hogar de Ushás, diosa védica del amanecer, y de Zodal, dios de la piedad y la esperanza en Falcongrís.[21][23][24][25]
- El Precipicio: Se dice que Syranita, diosa de los aarakocras, a veces anida aquí. Se trata de un complejo de cavernas ubicadas en las paredes de un acantilado y alberga un buen número de aarakocras.[25]
- Arboleda Auténtica: Reino divino de Eldath, diosa de la paz y las cascadas en los Reinos Olvidados. Se trata de un anillo de altos robles que rodean un manantial prístino y burbujeante.[21]
- La Gran Montaña del Este: Reino divino compartido entre varios dioses sumerios: Enlil, dios del aire y la guerra; Ki, diosa de la naturaleza; y Ninhursag, diosa de la tierra.[8]
- Corazón de las Esencia: Reino divino de Mystra, diosa de la magia y la Urdimbre en los Reinos Olvidados. Se trata de una ciudad enclavada en una meseta, totalmente hecha de energía mágica, que recuerda a una universidad dedicada a todo tipo de magia.[26]
- Alma de la Tierra: Reino divino de Urogalan, dios mediano de la tierra y los muertos. Se trata de una caverna bajo tierra en donde los espíritus de los medianos fallecidos llegan tras sus muertes.[27][28]
- Leñoasilo: Reino divino de Hiatea, diosa giganta de la naturaleza, la agricultura, la caza y los niños. Está situado en el corazón de un gran bosque donde los robles crecen más grandes que las secuoyas.[27][29]
- Corazón de Arpa: Reino divino de Bragi, dios nórdico de la poesía y la canción.[17]
- Espejo de la Luna: Reino divino de Tsukuyomi, dios japonés de la luna y el tiempo.[23]

## Belierin
La tercera capa del Elíseo es principalmente una marisma, rica en aves silvestres y montículos cubiertos de árboles. Una espesa niebla cubre toda Belierin, dificultando un poco la visión. A diferencia de otros pantanos sus tierras húmedas no son malolientes ni están infestadas por insectos molestos. Belierin también es conocida como la Capa Olvidada pues muy poco se sabe de esta tierra. Se dice que hace siglos los guardianes se encontraron con una hidra legendaria en una de sus búsquedas, identificada como un primordial y madre de esas criaturas. Incapaces de derrotarlo, los guardianes usaron un conjuro de teleportación para conducir a la hidra hasta Belierin, donde la sellaron. Incluso hay leyendas que cuentan que Belierin también es la prisión de alguna criaturas poderosa, como un señor demoníaco o un dios extraviado.
- Refugio de la Noche: Reino divino de Nut, diosa egipcia del cielo.[31]
- El Nacimiento del Cuásar: Una formación lodosa que sirve como origen de la raza celestial de los cuásares, unos autómatas hechos de luz creados por los aasimones.[32]
- Rubicon: Una catedral rocosa erigida sobre las aguas del Océano. Es la prisión planaria que construyeron los Cinco Compañeros para contener a la hidra primordial.[33]

## Thalasia
La cuarta y última capa del Elíseo es un vasto mar salpicado por numerosas islas. Aquí se encuentra el origen de las fuentes del río Océano. Pequeñas islas salpican las olas, pero la mayoría de los reinos de interés en esta capa se encuentran muy por debajo de la superficie. Se dice que muchas de las deidades del mar hacen su hogar aquí. Las islas son el hogar de aquellos suplicantes que en su vida anterior murieron por la causa del bien más puro. Las islas de Thalasia gozan de un clima tropical y cálido, y sus aguas recuerdan a las aguas verde azuladas paradisíacas. Todos los habitantes nativos de Thalasia está bendecidos con los efectos de respiración acuática.
- El Thalastrom: A simple vista el Thalastrom es un enorme huracán que podría azotar a algunas de las islas de Thalasia. En realidad se trata de un constructo mágico creado por el panteón marino de los Asathalfinare, y en su interior se encuentran aprisionadas varias criaturas marinas malignas, como sahuagines, hombres-tiburón o leones marinos.[35]
- Las Islas de los Bienaventurados: Reino divino del dios celta Belenus, deidad del sol, la luz y el calor; y de Brigantia, diosa celta de los ríos y el ganado.[8]
- La Gruta del Selkie: Reino divino de Surminare, diosa de la belleza, la paz y patrona de las selkies.[4][33]
- Ro Stau: Reino divino de Seker, dios egipcio de la oscuridad.[31]
- La Ciudadela del Mar: Reino divino de Watatsumi, dios japonés de las criaturas del mar y las corrientes.[23]
- El Río Amiel: Reino divino de Myhriss, diosa del amor y la belleza en Falcongrís.[36]
- Las Olas de los Lamentos: Reino divino de Nesirie, diosa de los mares y la melancolía en el escenario de campaña de Birthright.[23]